# Ninurta-bel-uṣur
Artykuł ten został zgłoszony do umieszczenia na stronie głównej w rubryce „Czy wiesz”.
Pomóż nam go sprawdzić: oceń zgłoszoną nominację.
Ninurta-bel-uṣur (mdMAŠ.EN.PAP, tłum. „Ninurto, strzeż pana!”) – gubernator miasta Kar-Salmanasar (akad. Kar-Salmānu-ašarēd), założyciel miasta Hadattu i sługa Szamszi-ilu działający w I poł. VIII w. p.n.e.

## Inskrypcje z Arslan Taş
Ninurta-bel-uṣur znany jest jedynie z inskrypcji wyrytych na posągach lwów z Arslan Taş (staroż. Hadattu). Posągi znajdowały się przy wschodniej i zachodniej bramie. Na południowym lwie z bramy wschodniej zachowała się trilingwa akadyjsko-aramejsko-luwijska, z której opublikowano jedynie fragment luwijski. Trilingwa z lwa północnego jest zbyt uszkodzona, by można ją było zrekonstruować. Lwy z bramy zachodniej posiadały bilingwiczne inskrypcje akadyjsko-aramejskie. Ich tekst rekonstruuje się poprzez skolacjonowanie wersji z obu posągów.

## Pochodzenie
Nie wiadomo, czy Ninurta-bel-uṣur miał asyryjskie, czy aramejskie pochodzenie. Nosił asyryjskie imię, mógł je jednak przyjąć na potrzeby rozwijania kariery w administracji imperium asyryjskiego. Aramejska forma jego imienia to ʾnrtblṣr bez inicjalnego „n”. Dość długi opis pochodzenia i brak filiacji mogą sugerować, że był aramejskim parweniuszem chcącym podkreślić legalność swojej władzy. Rodzinnym miastem Ninurta-bel-uṣura było Ṣiranu, które znajdowało się „na terenie miasta Halahhu, czyli naprzeciwko miasta Lipapan w górach”. Toponimy „Ṣiranu” i „Lipapan” pojawiają się wyłącznie w inskrypcjach z Arslan Taş; miasto Halahhu znajdowało w pobliżu Niniwy, ale tak szczegółowy opis lokalizacji przedstawiony przez Ninurta-bel-uṣura może wskazywać, że chodziło o jakieś inne, mniej znane Halahhu.

## Kariera
Według inskrypcji z Arslan Taş Ninurta-bel-uṣur posiadał tytuł „gubernatora (miasta) Kar-Salmanasar” (sum. LÚEN.NAM, ak. bēl pīhāti); luwijska wersja inskrypcji tytułuje go „Masuwarejskim gubernatorem” – oba określenia odnoszą się do Til-Barsip (luw. Masuwari, współ. Tell Ahmar) przemianowanego na „Kar-Salmanasar” przez Salmanasara III ok. roku 856 p.n.e. Trilingwa z południowego lwa z bramy wschodniej zawiera informację, że Ninurta-bel-uṣur był „eunuchem” (LÚSAG) Szamszi-ilu, turtanu działającego w ok. 780–752 p.n.e. (daty graniczne to daty jego eponimatów); pozwala to na datowanie okresu aktywności zawodowej Ninurta-bel-uṣura mniej więcej na I poł. VIII w. p.n.e. Założył również miasto Hadattu i wzniósł wspomniane posągi lwów.